# Trisomie 21 (Band)

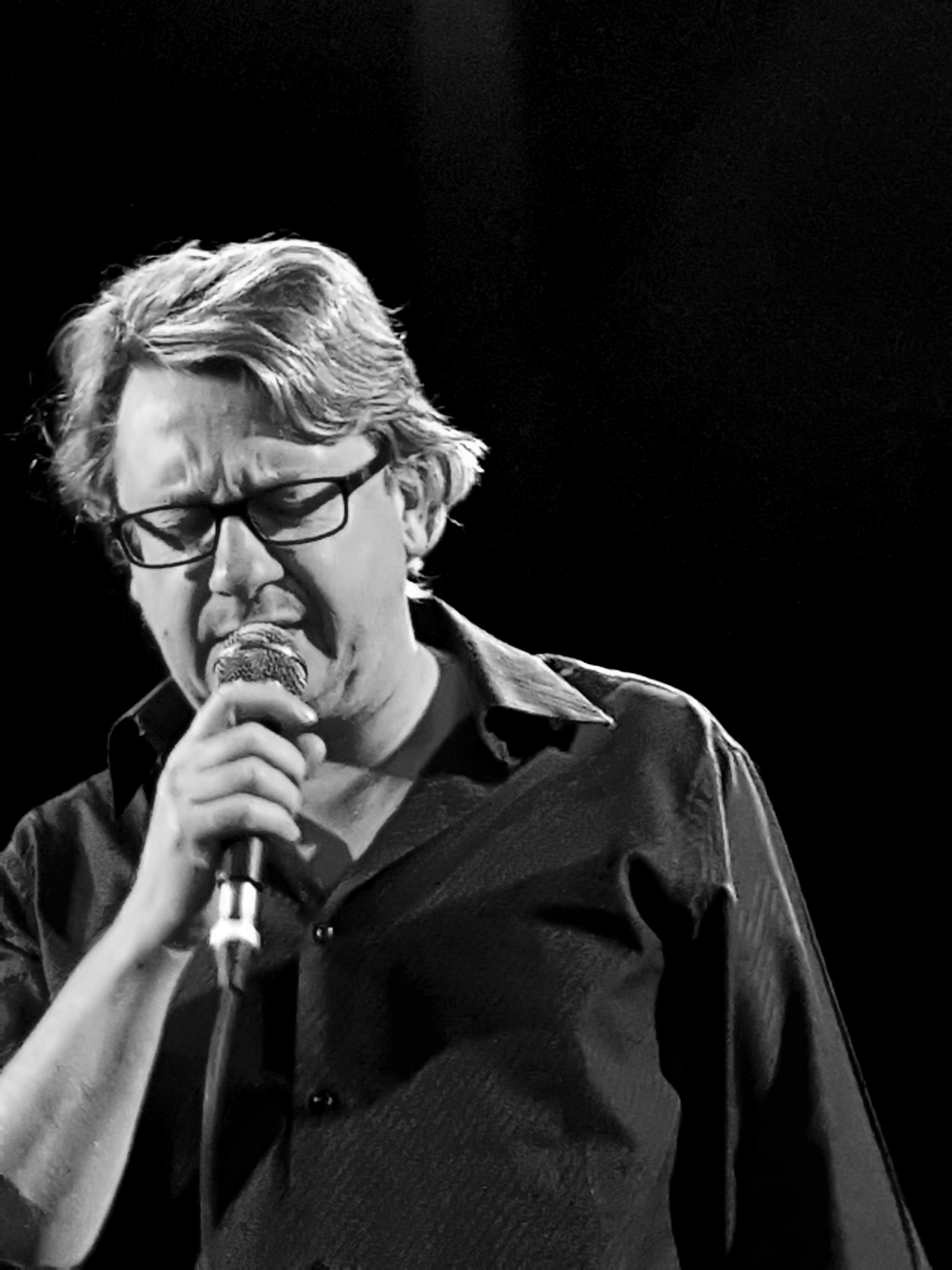
Philippe Lomprez, 2017

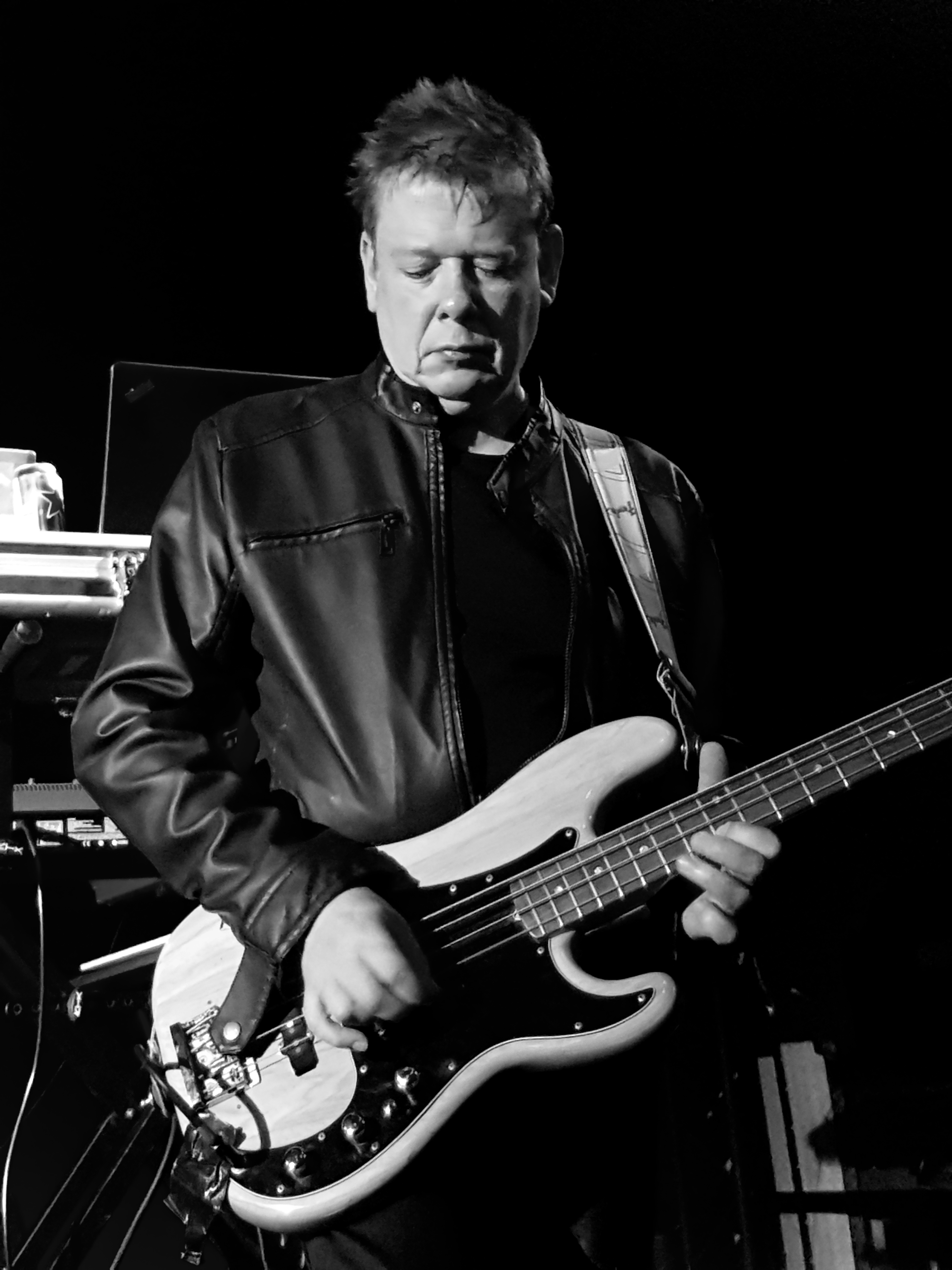
Hervé Lomprez, 2017

Trisomie 21 ist eine französische Band, die 1981 von den Brüdern Philippe und Hervé Lomprez in Denain (Nord) gegründet wurde. Benannt wurde sie nach einer Genommutation des Menschen, dem dreifachen Auftreten des Chromosoms Nr. 21, dem Down-Syndrom.
Die Frühwerke des Duos werden der französischen Cold-Wave-Bewegung zugerechnet. Ab der Mitte der 1980er Jahre erfolgte ein Wechsel zu elektronischer Popmusik. Zwischenzeitlich hatte Laurent Dagnicourt das Gründungsmitglied Pascal Tison am Bass ersetzt. Songs wie Logical Animals, The Last Song und La Fête Triste gelten als Klassiker. 2004 veröffentlichte die Band nach siebenjähriger Pause das Album Happy Mystery Child. Zuletzt erschien 2017 das Album Elegance Never Dies.

## Bandmitglieder
- Philippe Lomprez (Gesang)
- Hervé Lomprez (Gitarre, Keyboard, Bass)

## Diskografie

### Alben (Auswahl)
- Le Repos Des Enfants Heureux (1983)
- Passions Divisées (1984)
- Chapter IV (1986)
- Chapter IV And Wait And Dance Remixed (1987)
- Million Lights (1987)
- Plays The Pictures (1988)
- The First Songs (1988)
- Works (1989)
- Distant Voices (1993)
- Gohohako (1997)
- Happy Mystery Child (2004)
- 25 Years (2007), Album enthält zahlreiche bis dahin unveröffentlichte Titel aus den Jahren 1978–1981
- Black Label (2009)
- Elegance Never Dies (2017)

Einige ihrer Studioalben wurden als Remix unter ähnlichen Titeln wiederveröffentlicht.

### Maxis
- Wait And Dance (1985)
- Joh' Burg (1986)
- Shift Away (1987)
- Final Work (1990)
- Midnight Of My Life (2005)
- Red Or Green (2005)